# Vin Mariani

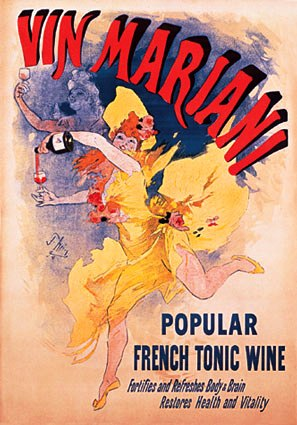
Werbeplakat für Vine Mariani, Lithographie von Jules Cheret 1894

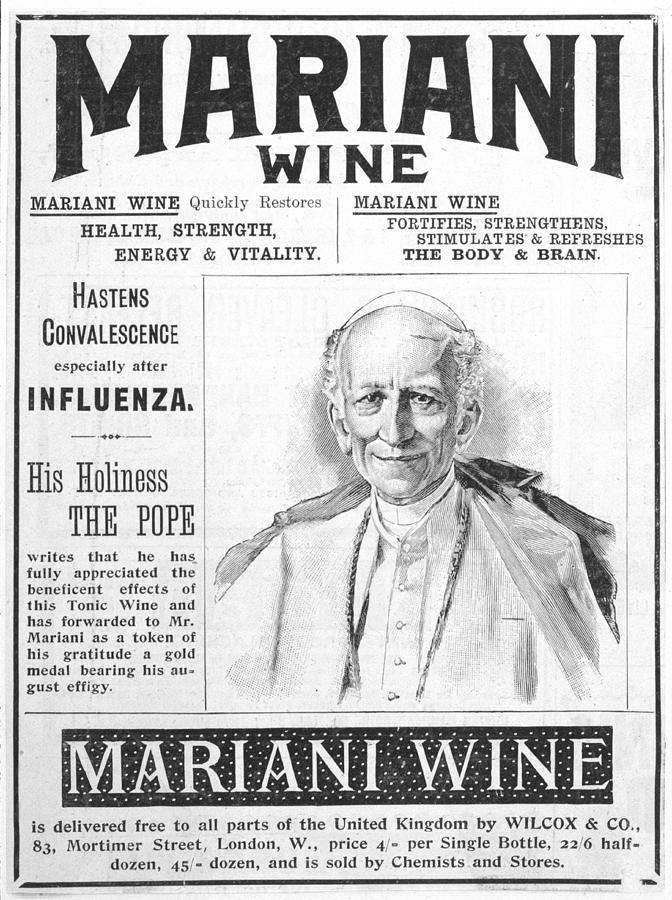
Anzeige mit Papst Leo XIII.

Vin Mariani (frz.), auch unter dem deutschen Namen Mariani-Wein bekannt, ist ein 1863 von Angelo Mariani erstmals hergestelltes alkoholhaltiges Getränk aus Bordeauxwein und Extrakten des Cocastrauchs. Das Getränk wird auch als ein historischer Vorläufer von Coca-Cola betrachtet.
Es enthält den Ethylester des Benzoylecgonins und damit eine dem Kokain (der Methylester des Benzoylecgonins) strukturell sehr ähnliche Substanz. Dieser Ester ist für die berauschende Wirkung verantwortlich. Vin Mariani war zur damaligen Zeit ein sehr beliebtes Getränk. Königin Victoria von Großbritannien, Papst Leo XIII. und Papst Pius X. sind einige der bekanntesten Konsumenten. Papst Leo XIII. verlieh dem Getränk eine Goldmedaille und wurde auf einem Werbebild für das Getränk abgebildet. In Frankreich wurde der Wein Musikern zur Stärkung ihrer Stimmbänder empfohlen, allen anderen empfahl man ihn gegen Blutarmut, Rachitis und Schwäche allgemein. Das Ethanol im Wein diente als Lösungsmittel und extrahierte das Kokain aus den Kokablättern. Ursprünglich enthielt er 6 mg Kokain pro Unze Wein (211,2 mg/L), aber der Vin Mariani, der exportiert werden sollte, enthielt 7,2 mg pro Unze (243,5 mg/L), um mit dem höheren Kokaingehalt ähnlicher Getränke in den Vereinigten Staaten zu konkurrieren.
In Deutschland wurde der freie Verkauf mit dem Opiumgesetz vom 20. Juli 1920 gestoppt.